# Agata Diduszko-Zyglewska
Agata Martyna Diduszko-Zyglewska (ur. 25 listopada 1975 w Warszawie) – polska dziennikarka, publicystka, działaczka społeczna, animatorka kultury, od 2018 radna Warszawy i przewodnicząca komisji kultury i promocji w radzie Warszawy (do stycznia 2021, później wiceprzewodnicząca).
Jest lewicową autorką szeregu publikacji o prawach kobiet, relacjach państwo-kościół, kulturze, edukacji i sprawach społecznych. Autorka i prowadząca programu satyrycznego Przy Kawie o Sprawie. Współtworczyni „Mapy kościelnej pedofilii i przemocy seksualnej w Polsce”, dokumentującej przypadki molestowania seksualnego w polskim Kościele katolickim, a także „Raportu nt. naruszeń prawa świeckiego lub kanonicznego w działaniach polskich biskupów w kontekście księży sprawców przemocy seksualnej wobec dzieci i osób zależnych”, który 20 lutego 2019 wraz z posłanką Joanną Scheuring-Wielgus i prawniczką Anną Frankowską przekazała papieżowi Franciszkowi podczas audiencji generalnej w Rzymie.

## Życiorys

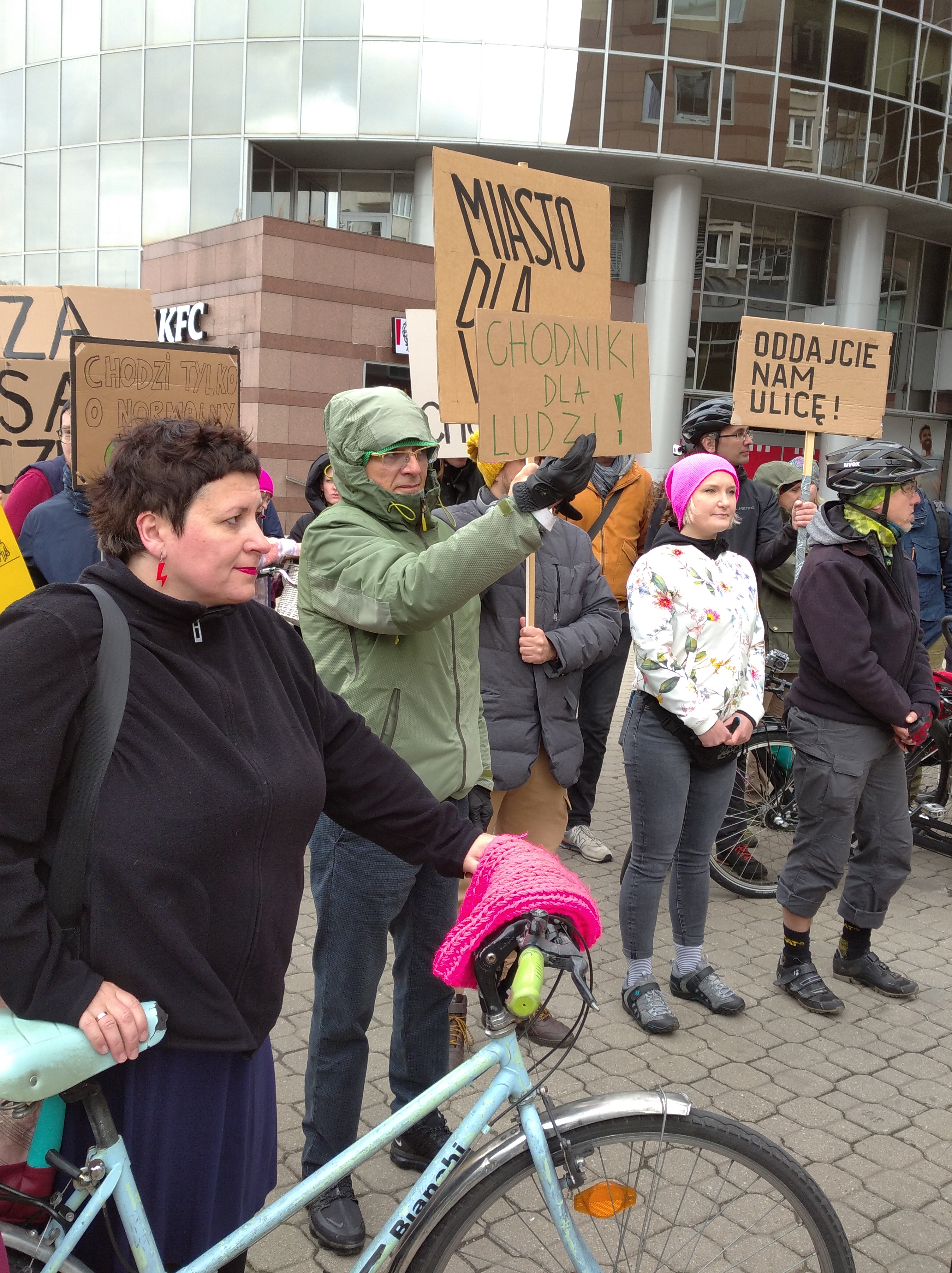
Agata Diduszko-Zyglewska w trakcie 5. Pieszej Masy Krytycznej w Warszawie (2021)

Ukończyła studia anglistyczne na Uniwersytecie Warszawskim oraz Akademię Praktyk Teatralnych OPT Gardzienice. Studiowała też w Instytucie Stosowanych Nauk Społecznych Uniwersytetu Warszawskiego oraz Instytucie Sztuki Polskiej Akademii Nauk.
Od 2012 jest członkinią zespołu „Krytyki Politycznej” oraz autorką zamieszczanych tam artykułów. Współpracuje z „Gazetą Wyborczą” i portalem Vogue.pl. Komentuje bieżące wydarzenia polityczne w radiu Tok FM, Radiu Dla Ciebie oraz telewizjach TVN24, Polsat News i Superstacja.
Jest współautorką dokumentu „Miasto kultury i obywateli. Program rozwoju kultury w Warszawie do roku 2020”, przyjętego w 2012 roku przez Radę m.st. Warszawy i realizowanego jako oficjalna polityka kulturalna miasta. W latach 2007–2014 była członkinią Komisji Dialogu Społecznego ds. Kultury (w niektórych latach jako członkini lub przewodnicząca prezydium), a w latach 2012–2018 członkinią miejskiego zespołu sterującego ds. wdrażania Programu Rozwoju Kultury w Warszawie.
Od 2016 jest członkinią zespołu programowego warszawskiego Kongresu Kultury i Forum Przyszłości Kultury. W latach 2015–2018 była członkinią pomagającej uchodźcom Inicjatywy Chlebem i Solą W latach 2018–2019 współpracowała z Fundacją Nie Lękajcie Się. Wraz z Joanną Scheuring-Wielgus stworzyła mapę kościelnej pedofilii w Polsce, którą stale aktualizuje oraz raport o tuszowaniu kościelnej pedofilii przez polskich biskupów.
W wyborach samorządowych w październiku 2018 z listy Koalicji Obywatelskiej uzyskała mandat radnej m.st. Warszawy. W Radzie została przewodniczącą Komisji Kultury i Promocji Miasta. W październiku 2019 weszła w skład Warszawskiej Rady Kobiet przy Prezydencie m.st. Warszawy. Również w 2019 została członkinią Rady Kongresu Kobiet.
Od 2020 prowadzi w Radiu Kapitał wraz z dr hab. Elżbietą Korolczuk audycję Womensplaining, czyli kobiety objaśniają ci świat.
W październiku 2020 dołączyła do partii Wiosna (pozostając w klubie radnych KO), po jej rozwiązaniu, od czerwca 2021 związana z Nową Lewicą.
Od lutego 2021 do sierpnia 2022 była stałą felietonistką Halo.Radia.
Kandydowała w wyborach do Sejmu w 2023 z listy Nowej Lewicy, uzyskując 27 088 głosów, nie zdobyła jednak mandatu. W 2024 ponownie uzyskała mandat do Rady m.st. Warszawy, startując z ramienia Lewicy. Bez powodzenia kandydowała w wyborach do Parlamentu Europejskiego w 2024, otrzymując w nich 17 311 głosów.
W 2024 została doradczynią w gabinecie politycznym ministra kultury i dziedzictwa narodowego Bartłomieja Sienkiewicza, a następnie Hanny Wróblewskiej.

## Życie prywatne
Żona Wojciecha Diduszki. W 2018 dokonała apostazji. Jest ateistką.

## Książki
- 2015: Szwecja czyta. Polska czyta (współautorka Katarzyna Tubylewicz)[40]
- 2019: Krucjata polska, Wydawnictwo Krytyki Politycznej, Warszawa 2019[41] (W sondzie czytelników portalu Lewica.pl Krucjata polska została uznana za Najlepszą Lewicową Książkę Roku 2019[42])

## Wyróżnienia
W 2018 znalazła się na liście 50 Śmiałych 2018 Roku „Wysokich Obcasów”. Nominowana do tytułu Warszawianka Roku 2018.
Za stworzenie programu w marcu 2019 została nominowana do Nagrody „Okulary Równości” przez Fundację Izabeli Jarugi-Nowackiej (w kategorii: prawa kobiet i przeciwdziałanie dyskryminacji z powodu płci).
Wraz z Joanną Scheuring-Wielgus znalazła się na liście „Kobiety Roku 2020” Forbes Women za informowanie o molestowaniu seksualnym dzieci w Kościele katolickim w Polsce oraz za działania na rzecz świeckiego państwa. W uzasadnieniu napisano: „To dzięki ich determinacji ofiary zyskały głos, a Polacy uczestniczą w wielkiej zbiorowej lekcji etyki”.
W 2020 zdobyła tytuł Ateistki Roku przyznawany przez Fundację im. Kazimierza Łyszczyńskiego.